# Der Turm (Hofmannsthal)
Der Turm ist ein Trauerspiel des österreichischen Schriftstellers Hugo von Hofmannsthal (1874–1929), ausgehend von Pedro Calderón de la Barcas berühmtem Schauspiel Das Leben ein Traum. Es gilt als zentrales Werk seiner letzten Schaffensjahre. Um die gültige Gestalt und bühnengerechte Form des Dramas rang der Dichter, seit er sich 1901 mit dem Stoff zu beschäftigen begann, in immer neuen Anläufen von Sommer 1920 bis Spätherbst 1927.

## Handlung
Inhaltsskizze von Hofmannsthal:
„Das Stück ist ein Trauerspiel in fünf Akten; es spielt in einem Königreich Polen, näher der zeitlosen Sage als der Geschichte, und in einem vergangenen Jahrhundert, dessen Atmosphäre der des 17. am nächsten verwandt ist. Die vorliegende Szene, die erste des Stückes, zeigt die Hauptfigur (Sigismund) in ihrer tiefsten Erniedrigung, aus der sie Lauf der Akte an die Stufen des Throns emporgehoben, dann wieder in Kerkernacht zurückgeworfen, durch eine furchtbare Revolution aus dem Kerker hervorgezogen, endlich als König und Herrscher zugleich im legitimen und revolutionären Sinn von einem frühen Tod ereilt wird.“ (Veröffentlicht in der Weihnachtsausgabe 1924 des „Leipziger Tageblatts“; dort Abdruck der Eingangsszene der ersten Fassung)

## Entstehung und verschiedene Fassungen
Ausgangspunkt des Werks ist Calderóns berühmtes Schauspiel Das Leben ein Traum, mit dem sich Hofmannsthal seit 1901 immer wieder beschäftigt hat. Möglicherweise gehörte Franz Grillparzers dramatisches Märchen Der Traum ein Leben, im Burgtheater oft aufgeführt und von Calderóns erwähntem Drama beeinflusst, zu den ersten Theatererfahrungen des sehr jungen Hofmannsthal. Bei der Konzeption der Zentralfigur Sigismund hat sich der Autor auch durch den Mythos Kaspar Hauser beeinflussen lassen. In der formalästhetischen Ausgestaltung folgt das Stück nicht der klassischen Tragödie, sondern in vielfacher Hinsicht dem deutschen Trauerspiel des 17. Jahrhunderts (worauf insbesondere Walter Benjamin in seinen beiden Rezensionen hingewiesen hat). Das gilt zumal für die Kinderkönig-Fassungen.
Das Trauerspiel gelangte in drei divergierenden Fassungen zum Druck: 1923 (Akt I und II) und 1925 (Akt III-V) in der Zeitschrift Neue deutsche Beiträge; 1925 in gestraffter Form in einem Einzeldruck der Bremer Presse (in dieser Fassung ist die Verdopplung der Zigeunerin im 5. Akt zurückgenommen); 1928 mit drei völlig neu geschriebenen Schlussakten im S. Fischer Verlag.
Der wesentlichste Unterschied der Fassungen:
Die ersten beiden Versionen enden damit, dass der tödlich verletzte Sigismund seine Herrschaft an den ein Friedensreich begründenden Kinderkönig übergibt. In der letzten Fassung lässt der Rebell Olivier Sigismund durch einen seiner Scharfschützen heimtückisch ermorden. Das Feld behauptet in dieser Version am Ende, statt des gewaltlosen Kinderkönigs, der anarchische Machtmensch. -
Großen Einfluss auf die letzte Fassung übte vor allem Max Reinhardt aus; den Autor beeinflusst haben durch ihre konstruktive Kritik auch Martin Buber, Max Mell und Rudolf Alexander Schröder. Darüber sowie über die zahlreichen – zum Großteil neuentdeckten – literarischen Quellen (neben Calderón unter anderem Werke von Grimmelshausen, Gryphius, Schiller, Brentano, Burdach, Dostojewskij und Paul Claudel sowie Walter Benjamins Trauerspielbuch, das Hofmannsthal schon vor dessen Veröffentlichung im Manuskript vorgelegen hat) und über die komplexe Entstehungsgeschichte der drei Dramenfassungen informieren erstmals umfassend die von dem Wuppertaler Germanisten Werner Bellmann herausgegebenen Bände 14.1 und 14.2 der Kritischen Hofmannsthal-Ausgabe (Verlag S. Fischer).

## Uraufführungen
Uraufführungen: 4. Februar 1928 am Münchner Prinz-Regenten-Theater, am Deutschen Schauspielhaus Hamburg und am Stadttheater Würzburg (die Inszenierungen basierten auf der 3. Fassung des Stücks). 
Uraufführung der Kinderkönig-Fassung: 10. Juni 1948 im Ronacher, der Dependance des Wiener Burgtheaters (31 Vorstellungen).

## Interpretation
Mit dem Trauerspiel unternimmt Hofmannsthal den Versuch, Aspekte der politischen und sozialen Wirklichkeit seiner Zeit dichterisch zu gestalten und zu deuten. Im Mittelpunkt des Werks, dem die Erfahrung des Ersten Weltkriegs zugrunde liegt, stehen der Konflikt von Geist und Macht und das Problem der legitimen Herrschaft. Eingebettet ist die Handlung in ein – zeitlich entrücktes – historisch-mythisches Geschehen. Dadurch gewinnt das Stück jene spezifische Form, die Hofmannsthal selbst vom „Überhistorischen dieses Trauerspiels“ hat sprechen lassen, von dem „zwischen einer Vergangenheit und einer Gegenwart Schwebenden.“
Rudolf Alexander Schröder schrieb in seiner Besprechung der Kinderkönig-Fassung: „An fünf, ja, wenn man will, an sechs Gestalten wird das Problem der Herrschaft abgewandelt. […] alle diese Gestalten sind nur Varianten des Hauptthemas. Durchgeführt wird es an und in der Person des Sigismund.“ (Neue Zürcher Zeitung, 20. Juni 1926.)

## Rezeption
Arthur Schnitzler schrieb in sein Tagebuch (30. Oktober 1925): „Las den ›Thurm‹ (von Hugo nach Calderon) zu Ende. Eine Überflüssigkeit auf sehr hohem Niveau.“
Thomas Mann urteilte 1926 über die Kinderkönig-Fassung des Turm, wobei er auf die von Hofmannsthal selbst herausgestellten Gegenwartsbezüge des Stücks und auf dessen politischen Gehalt anspielte:
„Es ist ein Werk von außerordentlicher Schönheit und von einer Unwillkürlichkeit, die ich im rührendsten und verehrungswürdigsten Sinn dichterisch empfinde. (…) Auf jeden Fall beschämt es eine Jugend, die sich allein als Träger der Zeit und ihrer Revolution fühlen möchte, und so tut, als hätten wir die letzten 12 Jahre verschlafen und lebten ahnungslos im Alten.“
Im Juli 1929 schrieb Thomas Mann in einem Gedenkartikel: „Der Turm, sein leidvoll-chaotischstes Gedicht, das er liebte wie sein Schicksal, ist das Denkmal von Hofmannsthals Ringen mit dem Neuen, der Revolution, der Jugend.“
Walter Benjamin schrieb am 11. Juli 1925 in einem Brief an Hofmannsthal: „In Wahrheit sehe ich in Ihrem Werk ein Trauerspiel in seiner reinsten, kanonischen Form. Und zugleich empfinde ich die außerordentliche Kraft, deren diese Form, der verbreiteten Bildungs-Meinung zum Trotz, in ihren höchsten Repräsentationen fähig ist.“
Carl Burckhardt traf Hofmannsthal im Winter 1923/24 in Paris: „Das Trauerspiel «Der Turm» bezeichnet im Schaffen des Dichters die schwerste Anfechtung. Das altertümliche Zeitgewand, das er für die Figuren dieser Tragödie wählte, ist belanglos; dieses Drama setzt sich unmittelbarer als irgendein anderes seiner Werke mit der Gegenwart auseinander. Der zweite Abschluß des nie wirklich vollendeten Stückes ist hoffnungslos. Er bringt den Untergang. Niederlagen von nie dagewesenem Ausmaß, drohten schon als Hofmannsthal diese Arbeit ausführte, welche trotz ihrer äußeren Bewältigung ein Versuch bleiben mußte.“